# Царска-Бара
Ца́рска-Ба́ра (серб. Царска бара) — крупнейшее торфяное болото Сербии, расположенное в пределах Средне-Банатского округа страны и одноимённого специального природного резервата.

## Месторасположение
Болото расположено в 17 км к югу от города Зренянин, недалеко от места впадения реки Бегей в Тису. К северу расположены рыбные пруды Ечка, крупнейшие в Сербии и вторые по величине в Европе. Территория болота принадлежит муниципалитету Зренянин.
Несмотря на то, что болото находится в треугольнике крупных городов Белград — Нови-Сад — Зренянин, населённые пункты в окрестностях Царска-Бары располагают населением от 1500 до 6000 человек. Ближайшие населённые пункты — Перлез (на юге) и Бело-Блато (на востоке). На севере находятся сёла Лукино-Село, Ечка и Стаичево, на западе — село Кничанин.

## История и этимология
Первые исторические сведения о болоте восходят к 4 тыс. лет до нашей эры. Согласно легенде, Царска-Бара получило название в честь Аттилы, правителя гуннов, однако, по сведениям других источников, оно было названо так в честь австрийских императоров, которые традиционно охотились в этом районе. Некоторое время данная территория находилась во владении графа Ласло Лукача, который часто приглашал членов австрийской королевской семьи на охоту. Среди них — эрцгерцоги Рудольф и Франц Фердинанд.

## География
Водно-болотные угодья Царска-Бара занимают площадь 11 км². Система водных объектов условно состоит из трёх прудов (Царска, Перлеска и Тиганица), соединенных 8-километровым каналом. Болото простирается на 9 км вдоль реки Бегей. Не так давно река Старый Бегей была судоходной, естественно текущей. В 1964 году неподалёку началось строительство канала, который стал частью мелиоративной системы Дунай—Тиса—Дунай. Река превратилась в старицу и со временем стала мутной и заболоченной.
Территория болота включает в себя множество мелких водных объектов: рек, каналов, озёр и прудов, покрытых тростниковыми зарослями, зарослями ивы и ситника. Центральная часть болота известна своей голубой чистой водой, в то время как окружающие солончаки имеют воды белого и жёлтого цветов. Раньше Царска-Бара состояло из более мелких болот, однако со временем оно превратилось в комплекс меандров Бегея, которые естественным образом укорачиваются и сужаются в зависимости от сезонности.
Глубина реки Бегей в этом районе составляет от двух до трёх метров, а глубина самого болота составляет всего 80 сантиметров.

## Биологическое разнообразие

### Флора
На некоторых участках водная поверхность покрыта прудовыми водорослями. Водные растения болота представлены водяным папоротником и кувшинкой белой; болотные растения — сусак, ирис ложноаировый, манник, аир обыкновенный и многие другие. В пределах резервата произрастают и луговые растения: свинчатка, тысячелистник, полынь горькая, мальва и шалфей луговой. Основным инвазионным видом является рогульник. Он держится за дно пруда своими шипами и очень быстро растёт, высасывая из воды кислород. Во избежание массовой гибели рыбы растение регулярно срезают со дна.
Всего в резервате зарегистрировано около 500 видов растений, в том числе редкие или охраняемые виды, такие как адонис весенний, зверобой продырявленный, ятрышник и лютик. Сохранились заросли старых ивняков, леса из тополя чёрного и ясеня узколистного. Встречаются редкие экземпляры дуба черешчатого. Некогда дубовые деревья подвергли сплошной вырубке, их количество начало расти после того, как район был взят под охрану в 1955 году.